# Valle di Santa Lucia
La valle di Santa Lucia, o semplicemente valle Santa Lucia, è un ambiente naturale posto tra la rupe dominata dal rudere di castel Penede e il versante nord del monte Altissimo di Nago.

## Origine del nome
Prende il nome dall'antica strada omonima che scende da Nago verso il lago di Garda ed arriva a Torbole.

## Storia

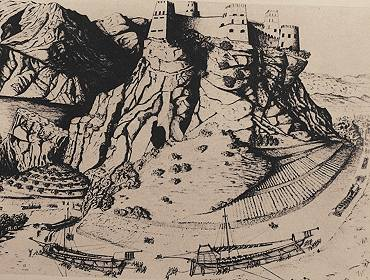
Le navi veneziane nel 1439 sotto castel Penede.

Nella sua parte settentrionale è dominata dall'altura sulla quale si trovano i resti di castel Penede. Tale fortificazione, che risale sicuramente a periodi precedenti ma della quale si hanno notizie almeno dal XIII secolo, appartenne ai signori d'Arco poi fu controllata dai Castelbarco, poi ancora dai signori d'Arco, dagli Scaligeri e dai Visconti. Il Gattamelata nel 1438 la conquistò per la Serenissima. Nel 1509 ritornò ai d'Arco sino a quando Luigi Giuseppe di Borbone-Vendôme lo distrusse durante l'invasione del Trentino del 1703. Da allora, come tutte le altre terre di confine trentine, la zona passò all'impero asburgico sino alla fine della prima guerra mondiale quando ad entrò definitivamente sotto controllo dei governi italiani.

## Descrizione
La valle è caratterizzata da coltivazioni di viti, lecci secolari e uliveti, forse i più antichi di tutta l'area gardesana. Dalla parte alta della valle si ha una vista che arriva ad interessare tutto il lago di Garda sin quasi al suo estremo limite meridionale di Sirmione.
|  |  |  |

## Galeas per montes
Il fatto di maggior rilievo storico che ha interessato la valle è stata l'impresa nota come galeas per montes, che vide la Serenissima riuscire nel memorabile trasferimento di navi da guerra dal mare Adriatico, risalendo l'Adige, passando per la zona di Loppio, superare il passo San Giovanni ed arrivare al lago di Garda.